# 프린세사스
《프린세사스》(스페인어: Princesas)는 2020년 방영된 페루의 텔레노벨라이다.